# Central Mount Stuart
Central Mount Stuart är ett berg i Australien. Det ligger i regionen Central Desert och territoriet Northern Territory, omkring 1 100 kilometer söder om territoriets huvudstad Darwin. Toppen på Central Mount Stuart är 846 meter över havet.
Central Mount Stuart är den högsta punkten i trakten. Trakten runt Central Mount Stuart är nära nog obefolkad, med mindre än två invånare per kvadratkilometer.. Det finns inga samhällen i närheten.
Omgivningarna runt Central Mount Stuart är i huvudsak ett öppet busklandskap. Genomsnittlig årsnederbörd är 347 millimeter. Den regnigaste månaden är december, med i genomsnitt 86 mm nederbörd, och den torraste är augusti, med 1 mm nederbörd.